# El Perú (Bolivia)
Perú Río Apere es una pequeña población de Bolivia, ubicada en los Llanos de Moxos. Administrativamente pertenece al municipio de Santa Ana del Yacuma de la provincia de Yacuma, al sur del departamento del Beni. Se encuentra a orillas del río Apere, que es un tributario del río Mamoré y es parte del proyecto comunitario "Destino Turístico Río Apere".

## Historia
Fue fundado por la familia ganadera de Don Manuel José Cholima y Doña Modesta Montejo Mole con sus tres hijos. Oficialmente fue Creado por Ley del 7 de diciembre de 1942, durante la Presidencia de Enrique Peñaranda. 
El nombre de "El Perú" fue puesto en honor a José Gabriel Montejo, quien descubrió sus tierras aptas para la ganadería. Él era de nacionalidad peruana y padre de doña Modesta Montejo, fundadora del Perú. Las posteriores dos familias  que se asentaron fueron Santiago Ortiz de procedencia chiquitana y el movima Tomás Tonore. 
Llama la atención el monumento a Simón Bolívar en su plaza principal.